# Hulman nilgirský
Hulman nilgirský (Semnopithecus johnii) je opice z čeledi kočkodanovití (Cercopithecidae) a podčeledi hulmanů (Colobinae), která se přirozeně vyskytuje pouze v pohoří Západní Ghát na jihozápadě Indického subkontinentu. Jeho blízkým příbuzným je hulman rudolící (Semnopithecus vetulus), endemitní druh Cejlonu. Oba dva druhy současná systematika řadí do rodu Semnopithecus. 
Samci hulmanů nilgirských dosahují délky těla bez ocasu asi 78 cm, samice jsou o něco menší, asi 58,5 cm dlouhé. Stavbou těla jde o typického hulmana. Srst je na celém těle černá, na hlavě však vytváří světlý chomáč a licousy. Obličej zůstává neosrstěný, někdy je popisován jako fialový. Hulman nilgirský je oportunistický býložravec, který obývá různé typy zejména výše položených lesů. Typicky žije v jednosamcových tlupách a dominantní samci z různých skupin se k sobě typicky chovají agresivně. Samice hulmanů nilgirských se mohou rozmnožovat celoročně, ačkoli většina porodů připadá na období mezi květnem a červnem a mezi zářím až listopadem. 
Populace hulmanů nilgirských je dlouhodobě stabilní, ale nepočetná, nečítá víc než 10 tisíc dospělých zvířat. Mezinárodní svaz ochrany přírody (IUCN) považuje hulmana nilgirského ve svém vyhodnocení stavu ohrožení z roku 2020 za zranitelný druh. Historicky hulmany ohrožoval zejména lov místními obyvateli. 

## Systematika

Na dobovém ztvárnění z let 1749–1842

Za popisnou autoritu hulmana nilgirského je považován německý přírodovědec Johann Baptist Fischer (1829), jenž jej prvně zařadil do rodu Cercopithecus. Mezi synonymní pojmenování vůči platnému druhovému jménu johnii, uváděnému také v přepisu johni, patří cucullatus Fischer, 1829, jubatus Wagner, 1839 a leonina Shaw, 1800.
Blízkým příbuzným hulmana nilgirského, jenž se přirozeně vyskytuje na západě Indie, je hulman rudolící (Semnopithecus vetulus) z Cejlonu. Oba dva druhy se navzájem podobají stavbou těla i zbarvením, historicky byly řazeny v rámci samostatného rodu Kasi, anebo (později) v rámci rodu Trachypithecus (a v rámci něho v samostatném podrodu Kasi). S touto systematikou se lze setkat i v některé české primatologické literatuře. V některých zdrojích lze oba hulmany nalézt i v rodu Presbytis.
Současná systematika založená na molekulárně-fylogenetických datech řadí oba dva druhy v rámci rodu Semnopithecus. Nemusejí však být sesterské, ale mohou se nezávisle na sobě odvozovat přímo v rámci druhu hulman posvátný (S. entellus), což ospravedlňuje jeho rozdělení na několik druhů. Oba dva rody patří do podčeledi hulmanů (Colobinae) v rámci kočkodanovitých opic (Cercopithecidae), přičemž rod Semnopithecus může, ale nemusí být vůči rodu Trachypithecus sesterský.
Starým českým pojmenováním pro hulmana nilgirského je lenoop nilgirský.

## Popis

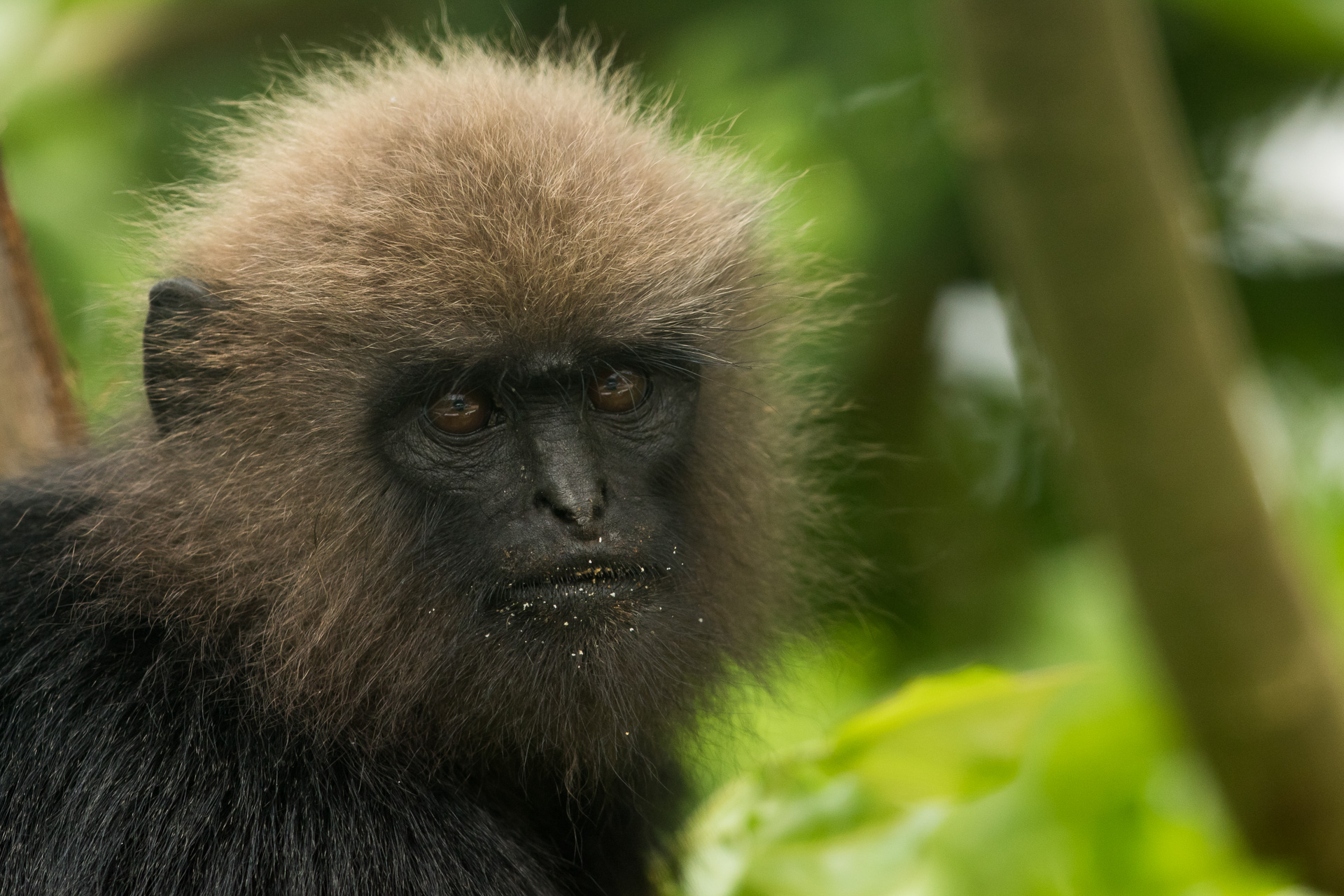
Detail hlavy

Hulman nilgirský je zástupcem podčeledi hulmanů, s jejímiž ostatními druhy sdílí i charakteristickou stavbu těla, včetně redukovaného palce na předních končetinách. Třebaže je jako řada dalších primátů pohlavně dimorfní, ve velikosti se mezi pohlavími neobjevují markantní rozdíly. Samci dosahují délky těla asi 78 cm a jejich tělesná hmotnost činí 9,1–13,2 kg, zatímco samice dosahují délky těla asi 58,5 cm a jejich tělesná hmotnost činí 10,9–11,3 kg. Podobně jako jiné druhy hulmanů má hulman nilgirský dlouhý ocas, jenž svými 68,5–96,5 cm přesahuje zbytek těla.
Zbarvení srsti je obecně nápadné, ovšem u samců i samic poměrně uniformní. Tělo obou pohlaví pokrývá hustá leskle černá srst (někdy uváděná jako tmavě šedá), u samic doplněná bílými skvrnami na stehnech, jež se u samců neobjevují. Směrem k hlavě získává srst světlejší, červenohnědé až zlatavé odstíny. Na temeni vytváří nápadný kontrastující chomáč, který připomíná lidské vlasy a pokud porůstá i zbytek obličeje, pak vytváří po stranách tváří vous a nepravé obočí. Mláďata se rodí červenohnědá a dospělé zbarvení získají až asi v deseti týdnech života. Obličej vyniká tmavou kůží, kulatými očnicemi a nevýrazným nosem.
Vzhledově podobným druhem je příbuzný hulman rudolící. Oba dva druhy jsou relativně malé, mívají světlé (bělavé) licousy a podle některých zdrojů má obličej obou hulmanů fialovou barvu. Jindy je však popisován jako černý.

## Výskyt
Hulman nilgirský je indický endemit, jenž se vyskytuje pouze v pohoří Západní Ghát na jihozápadě Indického subkontinentu. Jeho areál výskytu protíná indické státy Karnátaka, Kérala a Tamilnádu, a to od průsmyku Aramboly poblíž jižního cípu subkontinentu až po zhruba 12°1′ s. š., 75°58′ v. d.. Areál výskytu není souvislý, ale je rozdělen do tří navzájem izolovaných oblastí.
Hulmani nilgirští jsou stromové opice, a proto ke svému životu vyžadují rozličné typy lesních porostů, ať už jsou to stálezelené, poloopadavé, vlhké opadavé, horské nebo lužní lesy. Tolerují i druhotná lesní stanoviště. Obecně preferují takové lokality, které jsou co nejblíže zdroji vody a co nejdále od lidského rušení. Tolerovaný rozsah nadmořských výšek činí 300 až 2 000 metrů, uváděny jsou i výšky až po 2 500 metrů. Hulmani nejčastěji žijí v polohách převyšujících 1 400 metrů, často žijí v tzv. sholas; jde o úzké plochy lesa obklopené pastvinami, které se nacházejí v horských údolích. Opice však pronikají i do nižších poloh, včetně nížinatých lužních lesů.

## Chování a ekologie

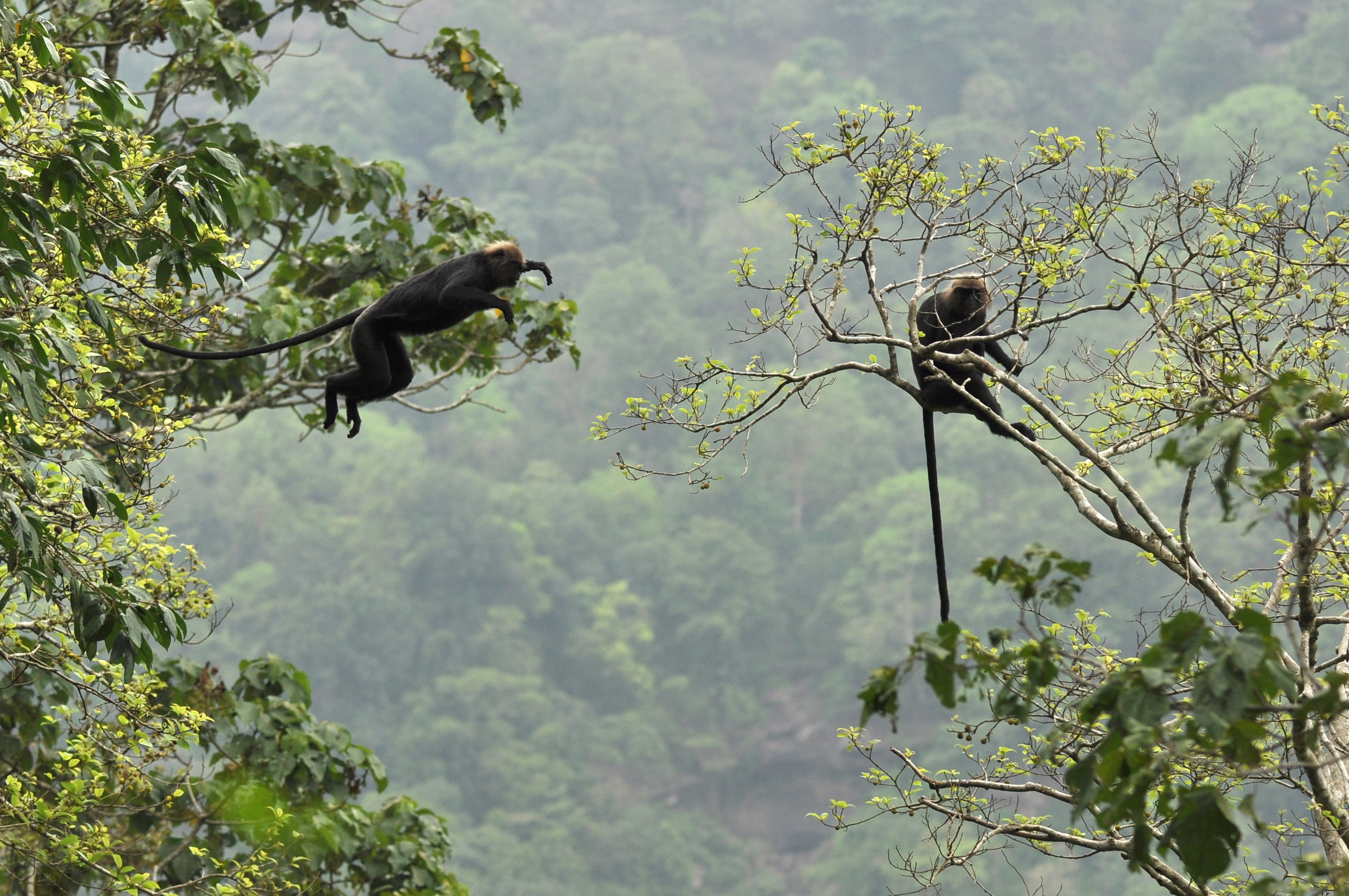
Hulman nilgirský při skoku

Hulman nilgirský je denní stromová opice, jež se většinou zdržuje v asi 5 až 9 metrech nad zemí. Vyšší stromová patra nad 12 metrů využívají hulmani zvláště ke spánku a rannímu vyhřívání na slunci. Občas se krmí i v nižších patrech lesa, na lesní půdě se aktivita většinou omezuje na občasné krmení, ale i některé společenské interakce, včetně boje či – zvláště u mláďat, respektive dospívajících – her. Den tyto opice většinou tráví střídavě jídlem a odpočinkem, občas proloženým přesuny na jiná krmná stanoviště. Krmení se většinou soustředí do ranních plus pozdních odpoledních až večerních hodin, někdy i do doby kolem poledne. Podobné bimodální časové rozdělení vykazuje i grooming či herní projevy.

### Potrava

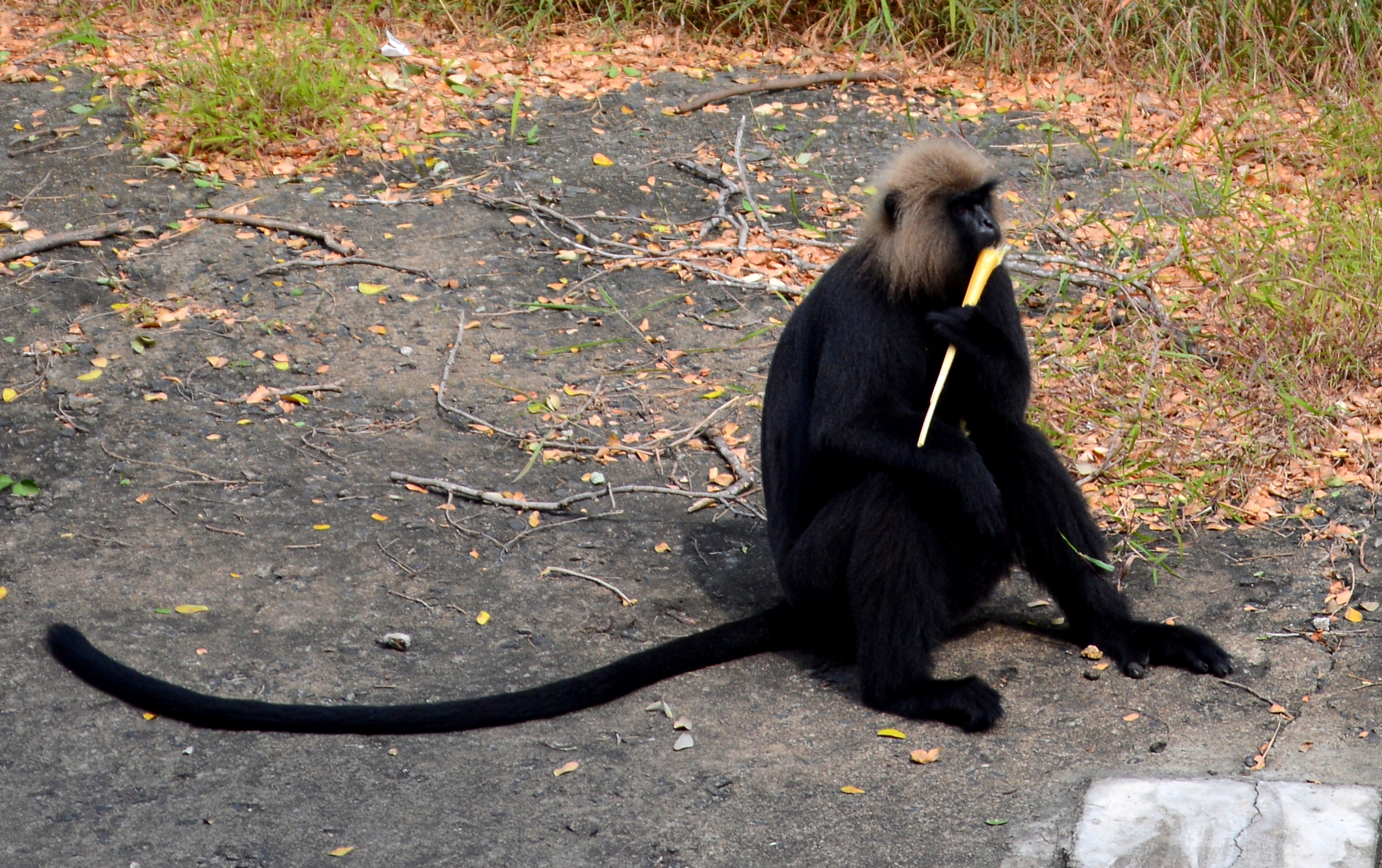
Krmící se hulman v zajetí

Hulman nilgirský krmením běžně stráví 7 až 8 hodin denně, přičemž při hledání potravy se členové tlupy většinou volně rozptylují po okolí. Jde převážně o vegetariána, jenž se živí zejména listy, květy, poupaty, semeny, kůrou a stonky různých rostlin. Asi 60 % jídelníčku tvoří listí, jež je v tomto ohledu důležité i pro jiné hulmany; pro trávení této nevýživné potravy se jim také vyvinul složený žaludek, který slouží jako fermentační komora. Pojídají jak listy mladé, tak zralejší, většina z konzumovaných listů má pro lidského degustátora kyselou nebo hořkou chuť. Menší listy okusují hulmani nilgirští přímo z větví, fíkové či tekové listy odtrhávají a jedí rukama. Nejprve ukousnou jejich špičku, poté odtrhnou boční části, nakonec zkonzumují i střední žebro listové čepele; celý proces trvá asi půl minuty.
Hulman nilgirský je potravní generalista, který se živí desítkami druhů rostlin (často v závislosti na biotopu či ročním období). Snadno také přivyká novým potravním zdrojům. Například studie z deštných lesů indického Národního parku Tiché údolí odhalila, že se zde hulmani krmí zástupci alespoň 45 rostlinných čeledí. Podle jiné studie z indických zakrnělých lesů sholas se hulmani v asi 11 % případů živili stromovým jehličím, jež je ještě hůře stravitelné než listy. Díky své přizpůsobivosti přivykají i nepůvodním druhům rostlin. V obdělávaných oblastech podnikají výpady na místní pole a vyhledávají zde dokonce i brambory a květáky. Vyjma rostlinných složek se v jejich jídelníčku objevují například i houby nebo hmyz. Jde také o geofágy; konzumace zeminy zjevně pomáhá mírnit překyselení žaludku a neutralizovat toxické metabolity z listů.
Vodu hulmani získávají zejména z listí, příležitostně však pijí z potoků a tůní. K pití nepoužívají ruce, vodu nasávají přímo rty.

### Sociální struktura

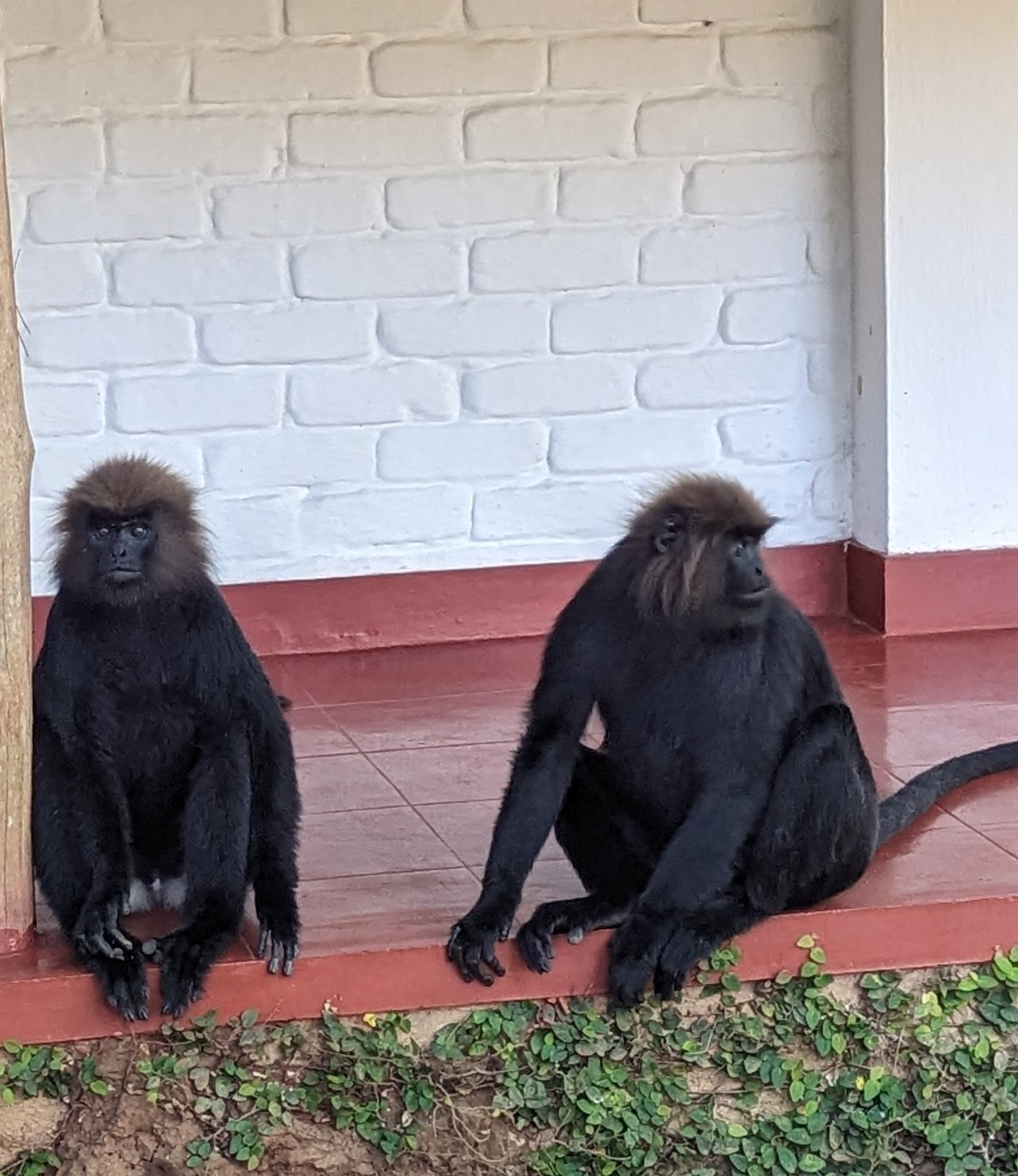
Dvojice hulmanů nilgirských

Sociální struktura hulmana nilgirského se příliš neliší od sociálního uspořádání ostatních hulmanů. Tlupy typicky čítají 2 až 27 jedinců (na základě jedné studie z roku 2024 činila střední velikost skupiny asi 9 zvířat). Nejčastěji se skládají z jednoho až dvou samců, zbylými členy jsou samice a mláďata. Mladí samci společně žijí v samostatných, tzv. bakalářských skupinách. V pohoří Nílgiri v indickém Tamilnádu, jež hulmanům vyneslo i jméno, činí rozloha domovského území jedné skupiny 0,6–2,6 km2. Platí, že početnější tlupy obývají větší domovská území. Rozlohu obývaných oblastí dále ovlivňuje lokální populační hustota a úživnost biotopů; rozsáhlé území si vymezují zvláště hulmani z výše zmíněných sholas. Jádrovou část domovských okrsků si hulmani hájí, okrajové části se však mohou překrývat. V takovém případě je zvykem, že se zde jedna tlupy pohybuje tehdy, je-li druhá tlupa pryč.
Samci hulmanů nilgirských se vůči sobě chovají teritoriálně. Konflikty mezi dvěma tlupami se také většinou omezují na souboj mezi jejich vůdčími samci, přičemž vzájemné měření sil mívá často jen ritualizovanou podobu. Jeden samec obvykle sedí na vysoké větvi, cení zuby na svého rivala, vzdáleného pár desítek metrů, a vydává bzučivé zvuky. Tuto prezentaci samci prokládají i škubáním hlavou s pootevřenou tlamou („koušou vzduch“). Jeden samec nakonec vystartuje proti svému sokovi, vydává hlasité zvuky a následně dochází ke střídavému pronásledování. Pokud se vzájemná demonstrace síly zvrhne ve fyzické násilí, střety končí i vzájemnými zraněními. V extrémních případech vetřelec přebere tlupu původnímu samci, často s následnou infanticidou mláďat. Případ převzetí tlupy a následné infanticidy dokumentovala např. studie z roku 2014 z indického distriktu Pálakkát v Kérale, podle níž dojde v takovém případě k podstatným změnám ve složení tlupy; původní samec a dospívající samci mohou emigrovat do bakalářských skupin a samice, jejíž mládě nově příchozí samec zabil, mohou skupinu opustit. Rozdíly před a po převzetím tlupy lze pozorovat i v rámci vnitroskupinových sociálních interakcí.
Vnitroskupinové vztahy se zakládají na hierarchickém společenském žebříčku pro samce i samice. Nejsou však zcela předvídatelné a například beta samice se mohou občas chovat dominantně vůči alfa samici. Jednotlivé opice většinou tráví čas ve společnosti jedinců podobného věku nebo pohlaví a v tlupě nepanuje pevná soudržnost. Část samic může mj. vyštěpit vlastní skupinu vedenou beta samcem. Hlavní úlohou samců zůstává zejména obrana teritoria, respektive samic a svých potomků, s dospělými samicemi mohou trávit jen malé množství času. Alfa samec je všeobecně respektovaný vůdčí jedinec, charakterizovaný spíše povahovými vlastnostmi než fyzickými rysy. Sociální grooming se u hulmanů nilgirských objevuje spíše vzácně, jen zřídka bývá péče vzájemná. Péči o srst se zároveň věnují zvláště dospělci a jen občasně dochází ke groomingu mláďat, a to dokonce i ze strany vlastních matek. Projevy navzdory tomu zůstávají dosti pestré, objevuje se postkonfliktní chování i pestrá, pohlavně diferencovaná vokalizace.

### Rozmnožování a péče o mláďata

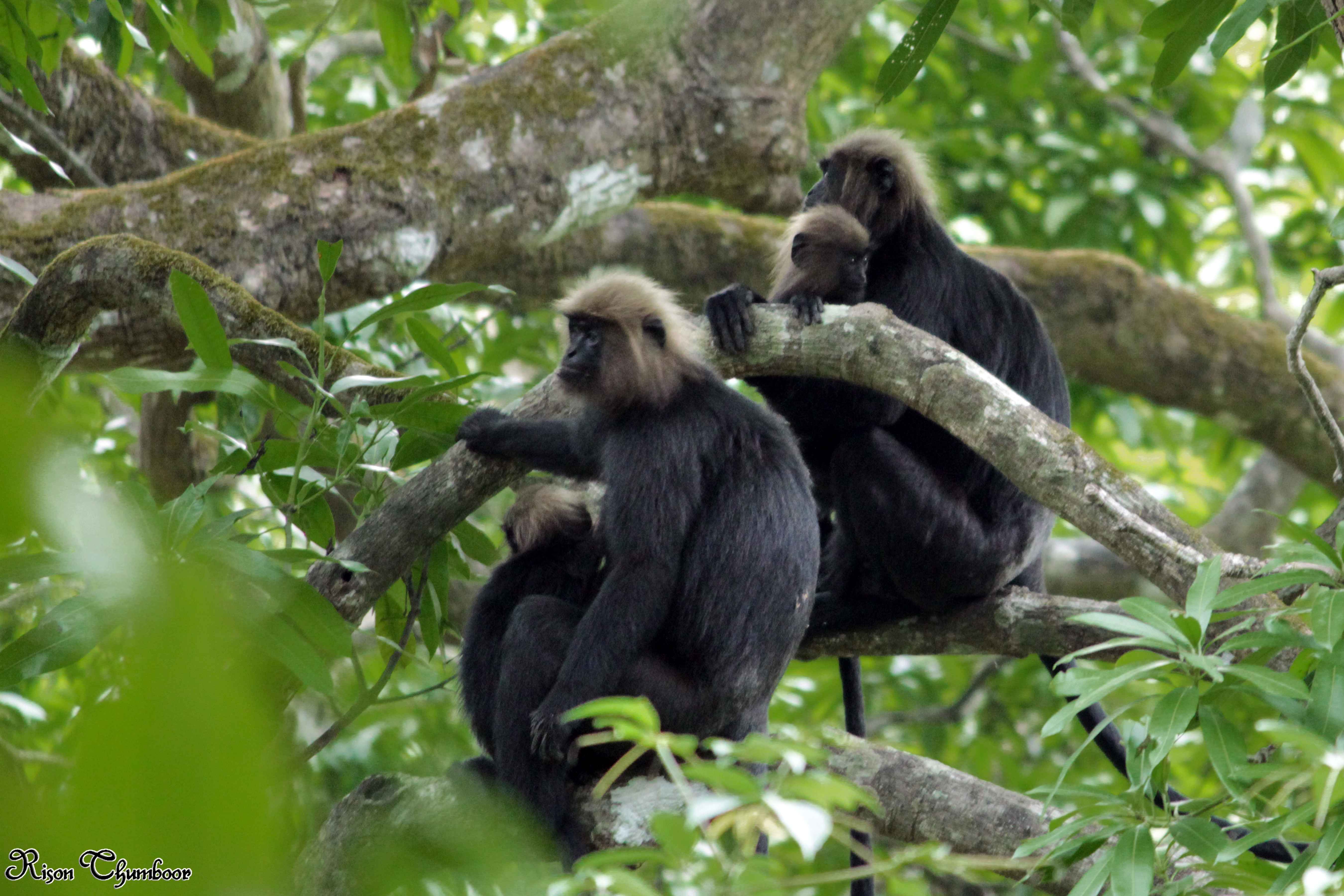
Skupina hulmanů nilgirských včetně jednoho mláděte

Samice hulmanů nilgirských se mohou rozmnožovat celoročně, ačkoli většina porodů připadá na období mezi květnem a červnem a mezi zářím až listopadem. Samice možná hůře zabřeznou v potravně chudších obdobích roku. Samice rodí pouze jediné mládě a v zajetí délka březosti činila 140 až 220 dnů. O samotném rozmnožovacím chování je známo jen málo, zdá se však, že vyšší rozmnožovací potenciál mají samice žijící v jednosamcových sociálních skupinách, tedy „harémech“. Tato skutečnost implikuje, že porodnost mohou negativně ovlivňovat možné konkurenční vztahy mezi samci.
O novorozené mládě zprvu pečuje pouze jeho matka, přičemž díky dobře vyvinutému úchopovému reflexu kojence s ním může dokonce provádět několikametrové skoky. Narození mláďat se však většinou pojí se zmenšením uražené denní vzdálenosti tlupy. Již za asi deset dnů péči o mláďata přebírají i jiné samice v tlupě; během tzv. „tetičkovského chování“ může jedna samice hlídat hned několik mláďat, což dává jejich matkám určitou volnost (ostatní samice mláďata dokonce i kojí, anebo je nechávají sát „nasucho“). V tomto ohledu se ve skupině stírají i vzájemné hierarchické vztahy. Uvádí se, že mezi matkou a mládětem nepanují příliš silné vazby, poněvadž samice může dokonce ignorovat i úzkostné volání mláďat (apatie však může být prostým důsledkem nízkého rizika predace v regionu Západního Ghátu). Samice také jen zřídkakdy provádějí grooming mláďat a na výzvy ke hře od svých potomků se aktivně nezapojují. Chrání však potomky například před deštěm. Samci o mláďata nejeví vůbec žádný zájem, a to až do jejich 12–15 měsíců věku.
Mláďata se poprvé pokoušejí přijímat pevnou stravu v asi 5 týdnech života, samice je postupně začínají odstavovat od 7.–9. týdne. Tehdy se také kojenci zapojují do prvních vzájemných her, které s postupem času přecházejí do hravých „zápasů“. Do hry se většinou zapojují maximálně čtyři jedinci. Asi ve 14 týdnech se mláďata začínají pohybovat samostatně. Matka své mládě přestává kojit asi v jednom roce jeho života, nicméně pokud znovu nezabřezne, může se svým potomkem udržovat úzké vztahy i nadále. Samotné přerušení kojení však bývá z obou stran poměrně dramatické, samice se nezdráhá vůči mláděti používat i hrubého zacházení, mládě se naopak často brání svíjením a vřískotem. Pohlavní dospělosti mláďata dosahují ve 3–5 letech. Délka života v zajetí dosahuje až 29 let, v přírodě není maximální dožití hulmanů spolehlivě dokumentováno.

### Mezidruhové vztahy
Areál výskytu hulmana nilgirského se protíná s areálem výskytu dalších místních primátů, jako je makak kápový (Macaca radiata), makak lví (M. silenus), v sušších oblastech i s dalšími hulmany rodu Semnopithecus. V lokalitách s dostatkem potravy nemusí být vztahy konfliktní, mezi různými druhy hulmanů dochází i k hybridizaci. Účinnou koexistenci zajišťuje zejména schopnost hulmanů využívat širokou paletu potravy, diferenciace ekologických nik byla popsána např. mezi hulmany nilgirskými a makaky lvími. Makakové však mají tendenci nad hulmany dominovat.
Mezi predátory hulmanů nilgirských lze zařadit některé dravé ptáky, hady, dhouly či levharty (zvláště místním levhartům opice slouží jako důležitý zdroj potravy). Pokud hulmani žijí společně s kopytníky, může náhlý útěk jedněch zvířat upozornit druhá zvířata na přítomnost predátora.
Z parazitů hulmanů lze jmenovat zejména různé střevní druhy hlístic, jako jsou rody Strongyles, Strongyloides či Trichuris. Z roku 2018 pochází raritní případ cysticerkózy v důsledku infekce larvální formou tasemnice Taenia crassiceps.

## Ohrožení a ochrana

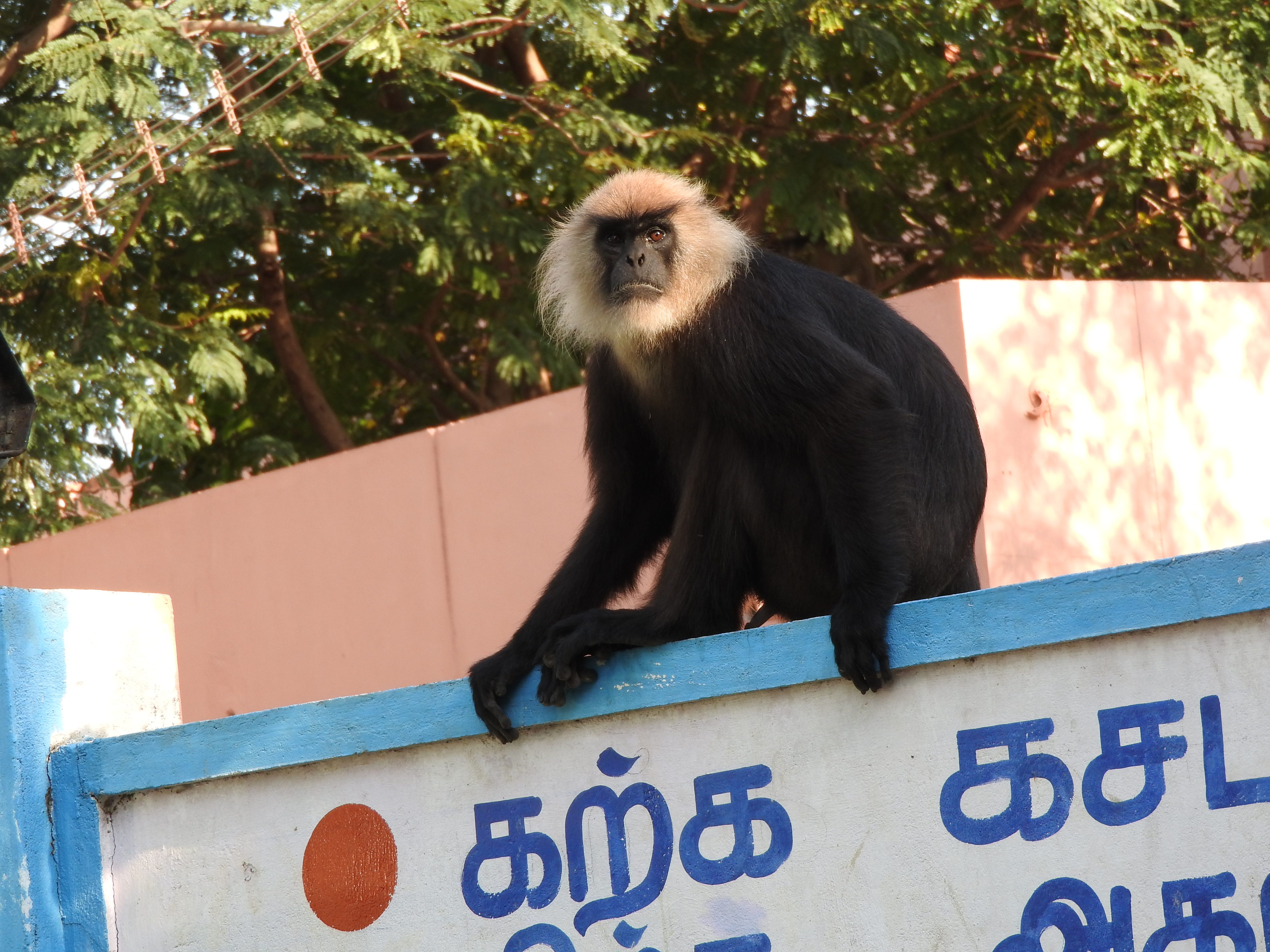
Hulman v rezervaci v indickém Tirunelvéli

Mezinárodní svaz ochrany přírody (IUCN) považuje hulmana nilgirského ve svém vyhodnocení stavu ohrožení z roku 2020 za zranitelný druh. Souhrnná práce z roku 2003 analyzující ohrožení jihoasijských primátů odhadla celkovou velikost populace na asi 16 645 jedinců, respektive asi 8 300 dospělců. Podle dat IUCN zůstává populace od 90. let 20. století relativně stabilní, byť v 10. letech 21. století mohlo dojít k určitému poklesu. IUCN k roku 2020 odhaduje počet dospělců na 9 500–10 000. Nejhojněji tyto opice žijí ve vyšších, potažmo ve středních polohách. Nejsou-li pronásledovány člověkem, přirozená hustota populací zde činí asi 70 kusů/km2.
Za prvotní příčinu ohrožení lze považovat lov. Hulmani se dočkali pronásledování pro svou srst a další části těla ceněné v tradiční medicíně, šperkařství, ba i u výrobců hudebních nástrojů – kůže hulmanů se dá využít jako blána na bubny. Užitek našlo i hulmaní maso, živá zvířata pak mohou být chována jako domácí mazlíčci. Lovecký tlak představoval zejména historickou hrozbu, údajně kvůli místním komunitám, které nevyznávaly hinduistické náboženství, a žádná tabu jim proto nezakazovala zabíjet opice a pojídat jejich maso. Alfred Brehm se zmiňuje o tom, že „tato opice jest na rozdíl od všech ostatních opic indických domorodci velmi pronásledována pro svou kůži a maso, které určité kasty jedí, a proto jest velmi opatrná a plachá“. Místní prý opice zabíjejí tak, že je polapí, následně chytí za ocas a ubijí je o zem. Po schválení indického zákona o ochraně divoké zvěře z roku 1972 nicméně populace hulmanů vzrostly a postupně se stabilizovaly. Na kontrole lovu se vyjma orgánů státní správy podílejí i některé nevládní organizace za účasti místních komunit. Druh je také chráněn prostřednictvím přílohy II Úmluvy o mezinárodním obchodu s ohroženými druhy volně žijících živočichů a planě rostoucích rostlin (CITES).
Vyjma lovu se na ohrožení hulmanů podílí i lokální ztráta a fragmentace biotopů, například v důsledku šíření plantáží, klučení lesů, těžby, výstavby přehrad, půdních sesuvů aj. Areál výskytu hulmanů nicméně protíná řada chráněných oblastí, včetně čtyř národních parků (NP Erávikulam, NP Mukurtí, NP Perijár, NP Tiché údolí) a mnoha dalších rezervací (včetně Přírodní rezervace Indiry Gándhíové).
V zajetí tento druh nechovají žádné zoologické zahrady mimo Indii, k roku 2024 byl držen pouze ve dvou institucích.